# Maurice Banide
Pour les articles homonymes, voir Banide.
Maurice Banide, né le 20 mai 1905 à Montpellier et mort le 20 mai 1995 à Montmorency (Val-d'Oise), est un footballeur international français. Il évolue au poste de demi centre  des années 1920 au début des années 1940. Il a notamment joué pour le Racing Club de Paris.

## Biographie
Maurice Banide joue principalement en faveur du FC Mulhouse et du RC Paris.
Avec le Racing Paris, il est sacré Champion de France en 1936 et remporte la Coupe de France à trois reprises, en 1936, 1939 et 1940.
Il compte neuf sélections pour un but en équipe de France A entre 1929 et 1936. 
Après sa carrière de joueur, Maurice Banide entraîne le club des Chamois niortais. Avec ce club, il est promu en Division 3 en 1949. Il entraîne également l'AS Poissy dans les années 1950, ainsi que Villiers,.

## Palmarès
- 9 sélections et 1 but en équipe de France entre 1929 et 1936
- Champion de France en 1936 avec le RC Paris
- Vainqueur de la Coupe de France en 1936, 1939 et 1940 avec le RC Paris